# PP-2000
PP-2000は、KBP Instrument Design Bureau社によって製造されるマシンピストルである。本銃は、モスクワで開かれたインターポリテック-2004における展示で最初に公開されたが、特許は2001年に申請され、2003年に認められたものである。

## 概観
伝統的なブローバック方式の作動機構を持つ火器であり、重量は弾薬なしの状態で1.5kgである。
個人防衛および近接戦闘火器として設計されているうえ、警察の鎮圧部隊や特殊部隊での運用を意図している。このような銃は、世界中の軍隊や治安機関によって利用されている。

## 設計
9x19mmパラベラム弾用の薬室を持つうえ、ロシア製の新型弾薬である7N31 +P+徹甲弾を利用できるよう、特別な設計が施されている。本銃に徹甲弾の使用能力を付与することは、専用弾を使用するFN P90やH&K MP7などの個人防衛火器に比肩することを意図している。
折りたたみストックを備えるが、銃の後部に予備の44発入り弾倉を装着して銃床として使用することもできる。コッキングレバーはボルトキャリアに直結されて銃正面上部に露出しており、左右どちらからでも操作できる。上面にはアクセサリーレールを備えており、光学照準器を搭載できるほか、フォアグリップ下部にフラッシュライトを装着できる。
|          | 9mm機関けん銃   | PP-2000         | CBJ-MS          | M10                            | ミニ UZI        | TMP                      |
| -------- | --------------- | --------------- | --------------- | ------------------------------ | --------------- | ------------------------ |
| 画像     |                 |                 |                 |                                |                 |                          |
| 使用弾薬 | 9mmパラベラム弾 | 9mmパラベラム弾 | 9mmパラベラム弾 | 9mmパラベラム弾 .45ACP弾       | 9mmパラベラム弾 | 9mmパラベラム弾 .45ACP弾 |
| 装弾数   | 25発            | 20/44発         | 20・30発・100発 | 32発（9mm）・30発・40発（.45） | 20発            | 15・30発                 |
| 銃身長   | 120 mm          | 182 mm          | 200 mm          | 146 mm                         | 197 mm          | 130 mm                   |
| 全長     | 339 mm          | 340 mm/555 mm   | 363 mm/565 mm   | 296 mm/548 mm                  | 360 mm/600 mm   | 282 mm                   |
| 重量     | 2.8 kg          | 1.5 kg          | 2.8 kg          | 2.85 kg                        | 2.7 kg          | 1.3 kg                   |
| 発射速度 | 1,185発/分      | 600–800発/分    | 700発/分        | 1,090発/分                     | 950発/分        | 850–900発/分             |

## 使用国
- ロシア
  - 法執行機関において使用されている[1]。

## 登場作品

### 漫画
『モンスター娘のいる日常』
ゾンビーナが使用。

### ゲーム
『Alliance of Valiant Arms』
ポイントマン用武器として登場。
『OPERATION7』
サブ武器として登場。
『ゴーストリコン フューチャーソルジャー』
ロシア軍ボダークの偵察兵の初期武器として登場。
『コール オブ デューティ モダン・ウォーフェア2』
ロシア軍がサイドアームとして携行。
『スプリンターセル ブラックリスト』
条件を満たすことで解放。
『スペシャルフォース2』
SPガチャで登場。
『バトルフィールドシリーズ』
『BFBC』
特殊兵の装備としてサプレッサー付きで使用可能。
『BFBC2』
工兵の装備としてサプレッサー付きで使用可能。
『Battlefield Play4Free』
Engineerの初期武器として登場。
『BF3』
全兵科共通のPDW/SMGとして登場する。
『BF4』
工兵のPDWとして登場。4,000ptでアンロック
『マーセナリーズ2 ワールド イン フレームス』
「PDW」という名称で登場する。
『レインボーシックス』
Rainbow Six: Lockdownにて登場。
『SOCOM: U.S. Navy SEALs Portable』
PP-2Kの名前で登場。
『ドールズフロントライン』
戦術人形として登場する。